# 接地阻抗測試
接地阻抗測試，有人稱之爲接地連續性（Ground Continuity）測試，測量在被測物的機架與接地柱之間的阻抗。接地連接測試是為了確定該産品要是壞了的話，被測物的保護電路是否能夠處理故障電流。接地連接測試器是提供一個最大可達到30A的直流電流或交流 均方根值電流給接地電路，從而確定接地電路的阻抗，而其阻抗值一般會在0.1歐姆以下。